# کلودیو پوئلس
کلودیو پوئلس (انگلیسی: Claudio Puelles؛ زادهٔ ۲۱ آوریل ۱۹۹۶) ورزشکار هنرهای رزمی ترکیبی اهل پرو است. وی از سال ۲۰۱۳ میلادی تاکنون مشغول فعالیت بوده‌است.